# داوید، ارل هانتینگدون
داوید، ارل هانتینگدون (انگلیسی: David, Earl of Huntingdon; c.1143  – 17 june ۱۲۱۹ (۷۵−۷۶ سال))، شاهزاده اسکاتلند و ارل هانتینگدون تا سال ۱۱۹۸ بود. وی احتمالاً الهامی برای ایجاد شخصیت رابین هود بوده‌است که پس از جنگ صلیبی سوم در محاصره ناتینگهام شرکت نمود.